# Claude Zidi
Claude Zidi (Paris, 25 de julho de 1934) é um cineasta e roteirista francês.

## Filmografia
- 1971 : Les Bidasses en folie, com Les Charlots
- 1972 : Les Fous du stade, com Les Charlots
- 1973 : Le Grand Bazar, com Les Charlots
- 1974 : Les Bidasses s'en vont en guerre, com Les Charlots
- 1974 : La Moutarde me monte au nez, com Pierre Richard e Jane Birkin
- 1975 : La Course à l'échalote, com Pierre Richard e Jane Birkin
- 1976 : L'Aile ou la Cuisse, com Louis de Funès e Coluche
- 1977 : L'Animal, com Jean-Paul Belmondo
- 1978 : La Zizanie, com Louis de Funès e Annie Girardot
- 1979 : Bête mais discipliné, com Jacques Villeret
- 1980 : Les Sous-doués, com Daniel Auteuil
- 1980 : Inspecteur la Bavure, com Coluche e Gérard Depardieu
- 1982 : Les Sous-doués en vacances, com Daniel Auteuil
- 1983 : Banzaï, com Coluche
- 1984 : Les Ripoux, com Philippe Noiret e Thierry Lhermitte
- 1985 : Les Rois du gag, com Michel Serrault, Thierry Lhermitte e Gérard Jugnot
- 1987 : Association de malfaiteurs , com François Cluzet e Christophe Malavoy
- 1988 : Deux, com Gérard Depardieu e Marushka Detmers
- 1989 : Ripoux contre ripoux, com Philippe Noiret e Thierry Lhermitte
- 1991 : La Totale !, com Thierry Lhermitte, Miou-Miou, Eddy Mitchell e Michel Boujenah
- 1993 : Profil bas, com Patrick Bruel
- 1997 : Arlette, com Josiane Balasko e Christophe Lambert
- 1999 : Astérix et Obélix contre César, com Christian Clavier e Gérard Depardieu
- 2001 : La Boîte
- 2003 : Ripoux 3, com Philippe Noiret, Thierry Lhermitte e Lorant Deutsch